# Utricularia subg. Bivalvaria
Utricularia sect. Calpidisca es una sección del género Utricularia. Las diez pequeñas especies de esta sección son plantas carnívoras nativas de África con una especie que se distribuye en México y otra en la India. John Hendley Barnhart describió y publicó esta sección en 1916 como el género separado, Calpidisca. Sadashi Komiya revisó el género Utricularia en 1973 y trasladó el género de Barnhart a una sección de Utricularia. Peter Taylor publicó su monografía Utricularia en 1986 en la que emplazada la sección de Komiya como subgénero Utricularia. Nuevas y más reciente revisiones la han colocado como Bivalvaria.

## Especies
- Utricularia arenaria
- Utricularia bisquamata
- Utricularia firmula
- Utricularia livida
- Utricularia microcalyx
- Utricularia odontosepala
- Utricularia pentadactyla
- Utricularia sandersonii
- Utricularia troupinii
- Utricularia welwitschii